# جزيرة بهولا
جزيرة بهولا (بالإنجليزية: Bhola Island)‏ (وتسمى أيضا Dakhin Shahbazpur) هي أكبر جزيرة في بنغلاديش تبلغ مساحتها 1441 كم2.أن  بهولا حي يشكل أغلب مساحة الجزيرة والذي يقع في باريزال شعبة.